# Szent Péter-katedrális (Genf)
A Szent Péter-katedrális egy református templom Genfben, Svájcban. Kevert stíluselemeket tartalmaz, felismerhetőek rajta a gótika és a klasszicizmus jellegzetességei is. Ismertségét Kálvin Jánosnak köszönheti, akinek ez lett az új „otthona”, amikor Genfbe jött, itt prédikált legszívesebben. A templomban egy fából készült szék van kiállítva, amelyet ő használt.

## Története

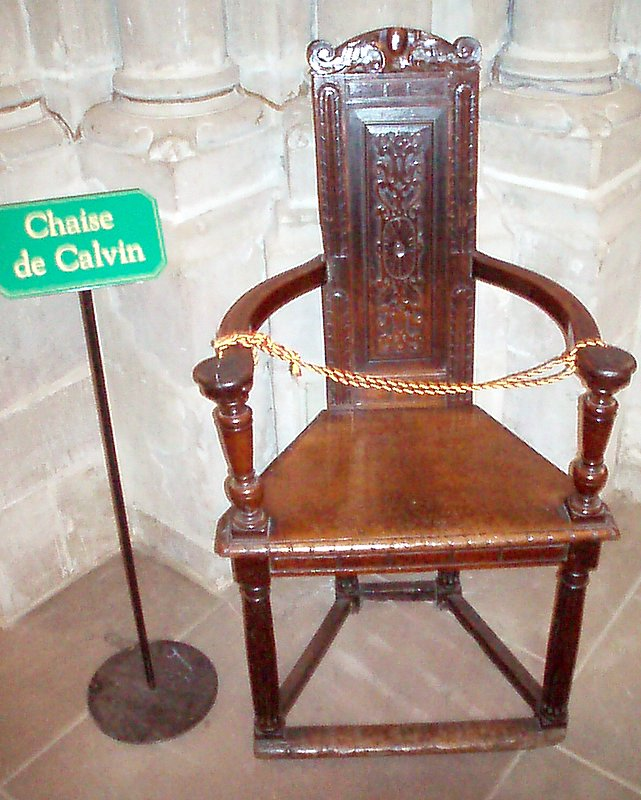
Kálvin széke

A katedrális területe alatt végzett ásatások eredményei gazdag történetről árulkodnak, ami a Római Birodalom idejére nyúlik vissza. A 8. és a 10. század között ez volt az egyik létező keresztény katedrális a három közül a környéken.
A 16. században, Kálvin fellépése után lett a kálvinizmus központi szentélye.

## Fordítás
- Ez a szócikk részben vagy egészben  a   St. Pierre Cathedral című angol Wikipédia-szócikk ezen változatának fordításán alapul.  Az eredeti cikk szerkesztőit annak laptörténete sorolja fel. Ez a jelzés csupán a megfogalmazás eredetét és a szerzői jogokat jelzi, nem szolgál a cikkben szereplő információk forrásmegjelöléseként.